# 147 Protogeneia
Protogeneia /ˌprɒtoʊdʒɪˈniːə/ (định danh hành tinh vi hình: 147 Protogenia) là một tiểu hành tinh lớn và tối ở vành đai chính với độ nghiêng và độ lệch tâm thấp. Thành phần cấu tạo của nó dường như bằng cacbonat nguyên thủy. Ngày 10 tháng 7 năm 1875, nhà thiên văn học người Hungary gốc Do Thái Lipót Schulhof phát hiện tiểu hành tinh Protogeneia khi ông thực hiện quan sát tại Đài quan sát Vienna và đặt tên nó theo tên Protogeneia, một trong số con gái của Deucalion và Pyrra trong thần thoại Hy Lạp. Đây là tiểu hành tinh duy nhất do ông phát hiện.
Đã có một lần Protogeneia che khuất một ngôi sao, được quan sát thấy ngày 28 tháng 5 năm 2002 từ Texas, Hoa Kỳ.